# Star Appeal
Star Appeal (* 1970; † 1987) war ein Englisches Vollblutpferd.

## Abstammung und Aufzucht
Star Appeal kam in der damaligen irischen Dependance des Gestüts Röttgen zur Welt. Sein Vater Appiani war ein sehr gutes Rennpferd, unter anderem Sieger im Derby Italiano, aber ein miserabler Vererber. Star Appeal war sein mit weitem Abstand bester Nachkomme und sein einziger Gruppe-Sieger überhaupt. Obwohl Star Appeal im irischen Gestütsbuch registriert wurde, war er doch ein sehr deutsches Pferd. Er ist Nachkomme von Neckar und von Alchimist, beide Ikonen der deutschen Vollblutzucht. Seine Großmutter Stammesart war sowohl auf der Rennbahn als auch in der Zucht eine der besten Alchimist-Töchter. Der sehr gute Derby-Dritte von 1995 und erfolgreiche Deckhengst Sternkönig war ein Urenkel von Star Appeals Mutter Sterna.

## Rennlaufbahn
Star Appeal begann seine Rennkarriere unter dem renommierten Trainer John Oxx im Jahre 1972 in Irland. Nach einem dritten Platz in den Gallinule Stakes (Gruppe II) in Irland siegte er in Deutschland im Preis der Stadt Baden-Baden. Trotz der hohen Meinung, die sein Trainer John Oxx von ihm hatte, wollte das Gestüt Röttgen den Hengst unbedingt loswerden, so dass er schließlich für 60.000 DM an den Nürnberger Unternehmer Waldemar Zeitelhack (1927–2016) verkauft wurde. Aus einfachsten Verhältnissen stammend hatte dieser erst wenige Jahre zuvor mit einem Esel für seine Kinder den Einstieg in den Pferdesport gefunden. Bereits an Zeitelhack verkauft verabschiedete sich Star Appeal mit einem guten 3. Platz im irischen St. Leger von seinem alten Besitzer, dem Gestüt Röttgen. Angeregt durch diesen Erfolg schickte Zeitelhack sein frisch erworbenes Pferd noch 1973 in den Prix de l’Arc de Triomphe, wo er geritten von Peter Alafi allerdings nur einen mäßigen achten Platz belegte. 1974 kam Star Appeal zu Anton Pohlkötter ins Training und holte im Großen Preis der badischen Wirtschaft seinen ersten Gruppe-Sieg. In diesem Jahr sollte er noch einen weiteren Gruppe-Sieg in Frankfurt und etliche Gruppe-Platzierungen auch auf internationaler Ebene erringen. Fünfjährig jetzt im Training bei Theo Grieper sollte Star Appeal 1975 noch einmal einen Leistungssprung machen. Nach einem erneuten Sieg im Großen Preis der badischen Wirtschaft holte er beim Gran Premio di Milano im Jahre 1975 seinen ersten Gruppe I Sieg. Mit einem Sieg in den renommierten Eclipse Stakes wurde er schließlich der erste deutsche Sieger in einem englischen Gruppe I Rennen. Höhepunkt seiner Karriere war schließlich der legendäre Sieg beim Prix de l’Arc de Triomphe des Jahres 1975 unter Greville Starkey. Der Fernsehkommentator Addi Furler sagte zwar über das Rennen vor dem Start, „der Prix de l’Arc de Triomphe 1975 wird als der am leichtesten zu gewinnende in die jüngste Geschichte eingehen“, da kein aktueller Derbysieger am Start wäre, dennoch schlug Star Appeal starke Konkurrentinnen wie die heute noch bekannte Dahlia oder die Vorjahressiegerin Allez France, die zwei Jahre zuvor auch die dreifache Stutenkrone in Frankreich gewann. Bis kurz vor Schluss befand sich Star Appeal im hinteren Teil des Feldes. Erst als die Pferde sich schon einige Zeit auf der Zielgerade befanden, legte Star Appeal einen phänomenalen Endspurt ein, dem kein Konkurrent etwas entgegenzusetzen hatte und gewann schließlich deutlich mit drei Längen Vorsprung vor On My Way und Comtesse de Loir. Star Appeal gewann mit einer Siegquote von 1197:10, der höchsten Quote, die je ein Sieger in diesem Rennen hatte. Der französische Staatspräsident Valéry Giscard d’Estaing soll das Resultat des Rennens als „Sieg für Europa“ bezeichnet haben, da ein „in Irland gezogenes und in Deutschland trainiertes Pferd mit einem englischen Jockey in Paris“ gewonnen habe.

## Zuchtlaufbahn
Im Herbst 1975 beendete Star Appeal seine Rennkarriere und wurde im National Stud (Newmarket) als Deckhengst aufgestellt. In Deutschland hatte Star Appeal nur wenige Nachkommen. Sein bester war sicherlich der Preis von Europa- und Deutschen St. Leger-Sieger Kamiros und die wie Star Appeal vom Gestüt Röttgen gezogene und in den Farben von Zeitelhacks Stall Moritzberg laufende 1000 Guineas Siegerin Walesiana. Die nachhaltigsten Spuren hinterließ Star Appeal über seinen Sohn Star Way (1977–2008) in der neuseeländischen Zucht. Dort verstarb Star Appeal am 25. Dezember 1987 im Alter von 17 Jahren.